# Czuby

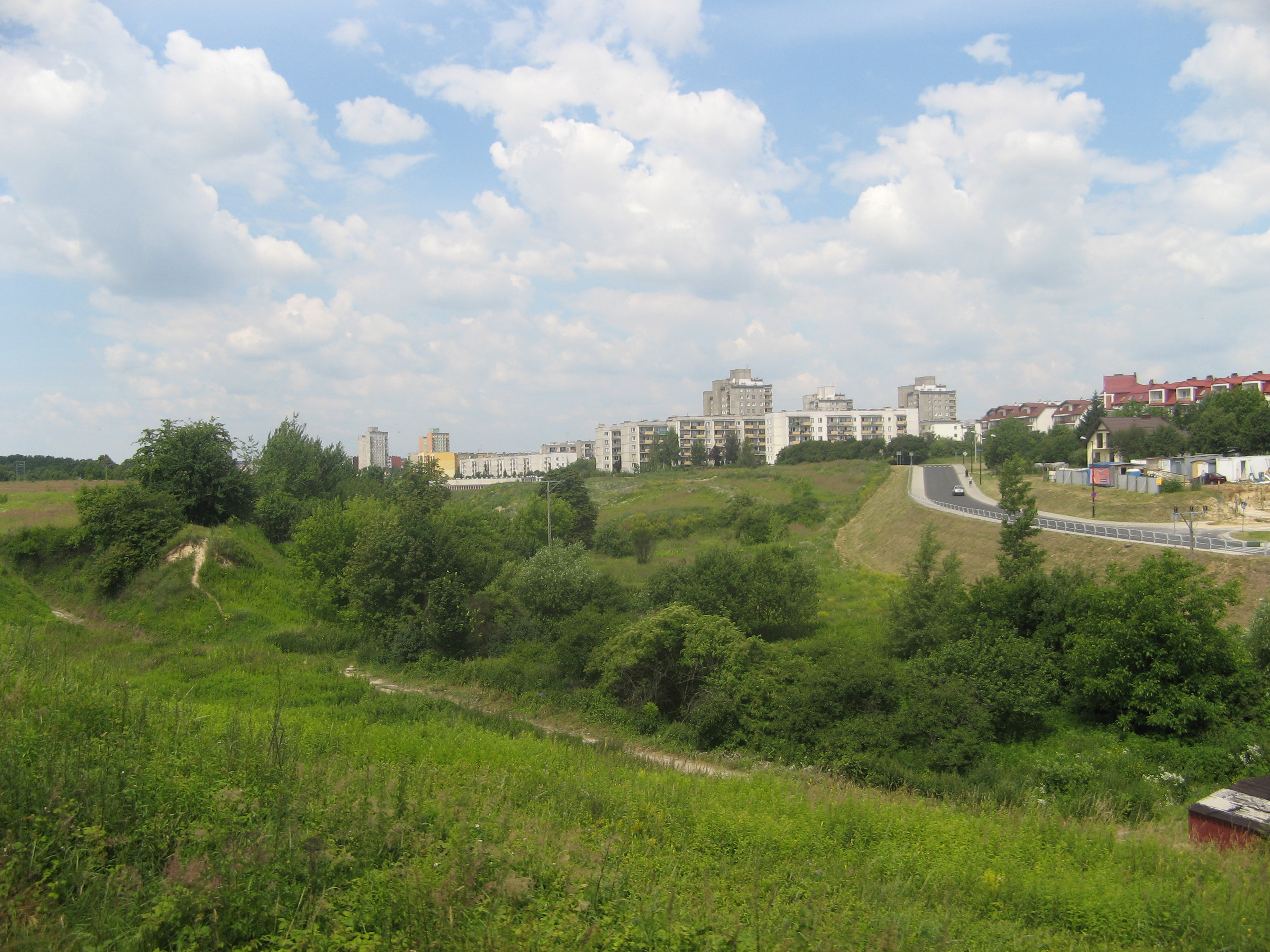
Czuby Południowe, widok na ul. Wyżynną od strony Starego Lasu.

Czuby – dzielnica mieszkaniowa Lublina w południowej części miasta, mająca ok. 40 tys. mieszkańców. Łączne określenie dwóch administracyjnych dzielnic miasta: Czuby Północne i Czuby Południowe, które dzieli ul. Jana Pawła II.

## Historia
Nazwa Czuby, używana od XVII w., odnosi się do wzniesień między suchymi dolinami lessowymi. Na tym terenie powstał w XVIII w. folwark Baki (Baki vel Czuby). Założono go w pobliżu istniejących już folwarków klasztornych, od biegnących tam wodociągów miejskich nazwanych Rurami (Brygidkowskimi, Świętoduskimi, Jezuickimi, Bonifraterskimi, Wizytkowskimi). We wsi Rury Brygidkowskie (Jezuickie), która obejmowała tereny dzisiejszych Czubów, urodził się Bolesław Bierut.
W granicach Lublina jest od 1959 roku, do końca lat 70. XX wieku nie było żadnej zabudowy mieszkalnej. Dopiero w roku 1979 na osiedlu Skarpa oddano do użytku pierwszy blok na Czubach oraz ulicę Przełom. 9 czerwca 1987 w parafii pw. św. Rodziny miała miejsce wizyta papieża Jana Pawła II, podczas której wbudowano kamień węgielny pod przyszłą świątynię. W 1989 ulicę Przełom, przy której znajduje się kościół, nazwano ulicą Jana Pawła II. Z czasem zabudowano tereny aż do torów kolejowych, wyznaczających południową granicę dzielnicy.
Na trakcie linii kolejowej w latach 2018-2019 powstała stacja kolejowa Lublin Zachodni. Dwupasmowa ulica Filaretów miała przez Stary Gaj wyprowadzać ruch z Lublina w kierunku Rzeszowa. Jedynym śladem tych planów są betonowe filary, które miały wspierać drugą nitkę ul. Filaretów.
Suchą dolinę lessową biegnącą pomiędzy osiedlami Łęgi, Poręba, Widok i Górki zaadaptowano na tereny rekreacyjne. Zaprojektowano je tak, by zachować naturalną rzeźbę terenu. Budowę 22-hektarowego parku rozpoczęto w 2007. Cztery lata później nadano mu imię Jana Pawła II. W ten sposób upamiętniono fakt, że w wąwozie usytuowano sektory dla wiernych uczestniczących we mszy odprawianej przez papieża.